# 克里斯·里吉
克里斯·里吉（Christopher "Chris" Riggi，1985年9月18日—）是一位美國演員，在2008年開始出道，他最著名的作品是在電視劇《緋聞女孩》中出演Scott Rosson和在《暮光之城》系列電影中出演Jacob White的角色。

## 外部連結
- 克里斯·里吉在互联网电影资料库（IMDb）上的資料（英文）